# Otto cubano
In aviazione si definisce otto cubano  quella manovra acrobatica che è composta da due parti: si inizia con un loop alla fine del quale si esegue un mezzo tonneau, per poi rifare gli stessi movimenti ma all'opposto della parte in cui è stato appena fatto.
Una variante è quella del mezzo otto cubano composto solo dal loop e dal mezzo tonneau.
Questa manovra è ancora molto più spettacolare se le viene aggiunto l'effetto del fumogeno.